# Pino Massara
Pino Massara, all'anagrafe Giuseppe Previde Massara (Vigevano, 24 aprile 1931 – Padova, 23 luglio 2013), è stato un musicista, compositore, produttore discografico e direttore d'orchestra italiano.
Usò anche lo pseudonimo "Monegasco".

## Biografia

### Gli inizi
Nacque a Vigevano, in provincia di Pavia, il 24 aprile 1931. Lasciati alle spalle gli studi di chimica e quelli di conservatorio, Pino Massara approda al successo nel campo della musica leggera alla fine degli anni cinquanta con due sue canzoni interpretate da un cantante fino ad allora conosciuto quasi esclusivamente dagli amanti del jazz: Nicola Arigliano.
Le canzoni: I Sing "Ammore" e Amorevole vengono riprese all'estero da interpreti quali Dean Martin, Frankie Avalon, Caterina Valente, Les Compagnons de la chanson, Dalida e altri.
Sulle ali del successo ottenuto, si sussegue negli anni sessanta una serie di hit destinate a diventare evergreen: per Arigliano, Permettete signorina (ripresa negli USA da Nat King Cole), È solo questione di tempo (in vetta alle classifiche di vendita per 12 settimane), 20 km al giorno (Festival di Sanremo 1964), per Tony Dallara Ghiaccio bollente, per Bruno Martino Por dos besos (diventato successo internazionale grazie alla versione de Los Chakachas e riproposto nel 2005 da Renzo Arbore).
Nel 1960 diventa Direttore artistico della Italdisc; l'anno successivo diventa padre di Donatella.
Poi l'incontro con Mina (Ho scritto col fuoco, Prendi una matita, Confidenziale, La nonna Magdalena, I problemi del cuore, Vulcano, Le farfalle della notte) e quello con Adriano Celentano (Chi ce l'ha con me, Le lunghe notti, La festa, Grazie prego scusi, ripresa negli USA da Dean Martin) e la grande emozione di assistere alla registrazione di Epirops da parte di Shirley Bassey. A metà degli anni sessanta costituisce con Alessandro Celentano, fratello maggiore di Adriano, la CM, casa di produzione indirizzata alla scoperta di nuovi talenti.
Ne nasce l'incontro con Albano Carrisi che, ribattezzato Al Bano, viene introdotto alla Voce del Padrone con la quale firma un contratto discografico.
Massara ne è il produttore e con Nel sole (P.Massara-Carrisi-Pallavicini) partecipa al Disco per l'Estate del '67 riscuotendo un enorme successo (più di un milione di copie vendute).
È di quell'anno l'incontro con due fratelli di Asti, Paolo Conte e Giorgio Conte, che si rivolgono a Massara come loro autore di riferimento. Ne nasce un affiatato gruppo di lavoro insieme ai parolieri Vito Pallavicini e Luciano Beretta, che in breve tempo sforna una serie di successi tra i quali Deborah (Festival di Sanremo 1968, Fausto Leali e Wilson Pickett), e, in seguito, La coppia più bella del mondo (Celentano/Mori).
A Sanremo '68 Massara è presente come compositore anche con La siepe (Al Bano e Bobby Gentry), che si aggiudica il premio della critica.
Nel 1968 scrive insieme a Vito Pallavicini ed Enrico Intra, il brano Amerai, inciso come lato B del singolo sanremese No amore, di Giuni Russo, allora chiamata Giusy Romeo.

### La Bla Bla

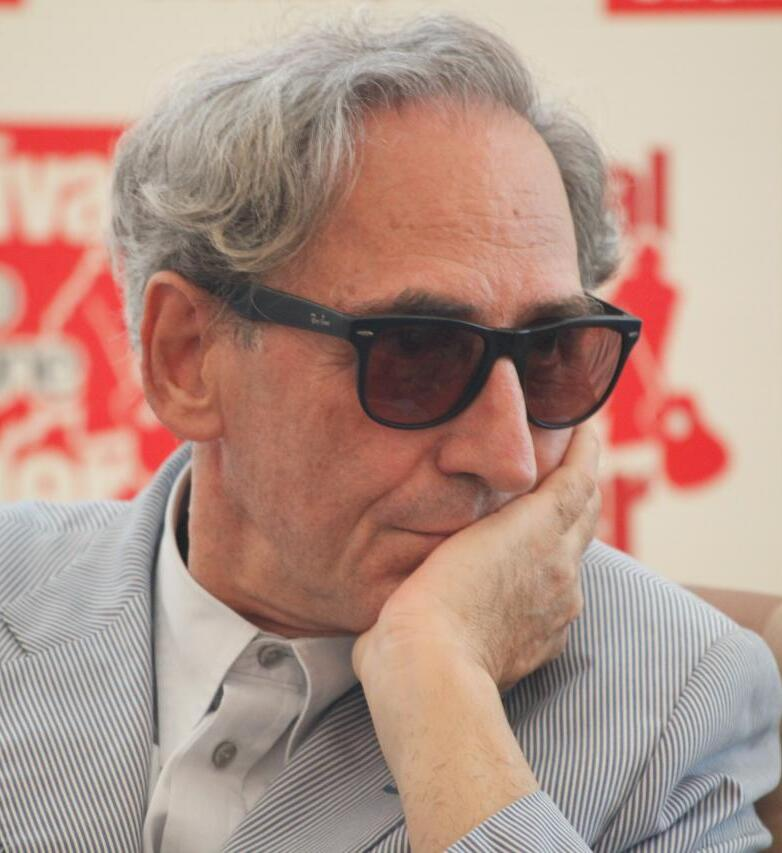
Franco Battiato registrò i suoi primi album con l'etichetta Bla Bla di Pino Massara, suo primo produttore

All'inizio degli anni settanta decide di mettersi in proprio fondando una casa discografica, la Bla Bla, che si presenterà sul mercato come etichetta alternativa. In sette anni di vita la Bla Bla produce, tra gli altri, un allora sconosciuto Franco Battiato (di cui Massara è il primo produttore) che con una serie di LP di avanguardia (Fetus, Pollution, Sulle corde di Aries, Clic, M.elle le "Gladiator") s'impone all'attenzione di operatori italiani e stranieri, tanto che una selezione dei suoi dischi viene riprodotta dalla prestigiosa Island Records vincendo il premio BillBoard.
Emergono inoltre i Capsicum Red, guidati da Red Canzian, che con il singolo Ocean raggiungeranno i primi posti in classifica; Canzian, più tardi, entrerà a far parte dei Pooh; gli Aktuala (gruppo facente capo a Walter Maioli), le cui musiche mediterranee rimangono ancora come prezioso documento di ricerca, tanto da essere in parte riprese nella colonna sonora del film "Il gladiatore" con Russell Crowe.

### Esperienze internazionali
Terminata l'esperienza Bla Bla alla fine degli anni settanta, Massara affronta una nuova esperienza come autore/interprete e, mirando soprattutto al mercato internazionale, realizza un "disco dance" nel quale è interprete, autore, produttore e che, nella versione in lingua italiana distribuito originariamente dalla Emi France, ha riscosso successo in tutto il mondo (tranne l'Italia): Margherita (titolo che nulla ha a che vedere con la nota canzone di Riccardo Cocciante) è arrivato a vendere più di due milioni di copie.
Negli anni ottanta/novanta, parallelamente ad una impegnativa partecipazione agli Organi Sociali della SIAE in difesa dei diritti degli Autori, cerca esperienze diverse da quelle strettamente legate alla "canzone".
Si dedica così a scrivere per il teatro, per il cinema, la fiction, i cartoni animati, le pubblicità, e torna alla canzone solo nel '90 per l'album di debutto di Mietta (il brano che le scrive è Cuore di metallo). Nel '93, in seguito ad un curioso incontro fatto a Parigi, decide di scrivere una canzone per bambini. Con Oscar Avogadro nasce così Il coccodrillo come fa?, che vince lo Zecchino d'Oro '93. Si ripete l'anno successivo in coppia con Vito Pallavicini con Metti la canottiera.

### Sanremo e la morte
A Massara mancava di poter calcare il palcoscenico del Festival di Sanremo. E ciò avviene nel 1993, alla prima edizione del pre-festival denominato Sanremo Giovani, nel cui regolamento non era ancora previsto il limite d'età (che verrà introdotto l'anno successivo).
Con il brano Mastroianni, entra tra i prescelti con il voto unanime della giuria. E lì si ritrova a misurarsi con Andrea Bocelli, Giorgia, Irene Grandi, Giò Di Tonno, Lighea. Non si qualifica per il Festival di Sanremo 1994, ma in compenso ha un largo consenso da parte della stampa, che lo fa decidere a produrre un disco da cantautore: Quest'anno voglio navigare, premiato al Premio Tenco.
Nel 2003 si trasferisce in Umbria, a Todi e si dedica soprattutto alla composizione di colonne sonore fino a che, nel 2008, sollecitato da Maurizio Costanzo, decide di cimentarsi in una forma musicale completamente libera da schemi: nasce così, su testi di Rossella Conz, una concept opera (Migrantes), che in anteprima viene presentata al Todi Arte Festival con grande successo.
Nel 2012 lavora ad una nuova opera/musical dal titolo Kaos.
Muore il 23 luglio 2013 all'età di 82 anni.

## Brani musicati
Elenco dei brani composti da Pino Massara per vari artisti di musica leggera:
| Titolo                            | Interprete                                                     |
| --------------------------------- | -------------------------------------------------------------- |
| Amerai                            | Giusy Romeo (Giuni Russo)                                      |
| Ho scritto col fuoco              | Mina                                                           |
| I Sing Ammore                     | Nicola Arigliano, Dean Martin, Johnny Dorelli, Dalida          |
| Amorevole                         | Nicola Arigliano, Mina, Caterina Valente, Gino Marinacci       |
| Permettete Signorina              | Nicola Arigliano, Nat King Cole, Frankie Avalon, Renzo Arbore  |
| Plenilunio                        | Nicola Arigliano, Paolo Orlandi                                |
| È solo questione di tempo         | Nicola Arigliano                                               |
| Confidenziale                     | Mina                                                           |
| Prendi una matita                 | Mina                                                           |
| La nonna Magdalena                | Mina                                                           |
| Ghiaccio bollente                 | Tony Dallara                                                   |
| Por dos besos                     | Bruno Martino, Los Chakachas, Renzo Arbore                     |
| Grazie prego scusi                | Adriano Celentano, Dean Martin                                 |
| Le farfalle della notte           | Mina                                                           |
| Chi ce l'ha con me                | Adriano Celentano                                              |
| Le lunghe notti                   | Adriano Celentano                                              |
| La festa                          | Adriano Celentano (per l'album omonimo La festa)               |
| 20 km al giorno                   | Nicola Arigliano (Festival di Sanremo 1964)                    |
| Epirops                           | Shirley Bassey                                                 |
| Cantastorie                       | Caterina Caselli, con lo pseudonimo "Monegasco"                |
| E la vita continua                | Gene Pitney, Los Marcellos Ferial                              |
| La coppia più bella del mondo     | Adriano Celentano, Claudia Mori                                |
| I problemi del cuore              | Mina                                                           |
| Nel sole                          | Al Bano                                                        |
| La siepe                          | Al Bano, Bobby Gentry (Festival di Sanremo 1967)               |
| Deborah                           | Fausto Leali, Wilson Pickett (Festival di Sanremo 1967)        |
| Ça va pas changer le monde        | Joe Dassin                                                     |
| Una domenica                      | Ornella Vanoni                                                 |
| Cuore di metallo                  | Mietta                                                         |
| Margherita                        | Pino Massara, Boney M., Harmony Cats                           |
| Mastroianni                       | scritta per se stesso e presentata al Festival di Sanremo 1994 |
| Ocean                             | Capsicum Red (gruppo guidato da Red Canzian)                   |
| Tarzan                            | Capsicum Red (Red Canzian)                                     |
| Bikini e Tamuré                   | Tony Renis                                                     |
| Marrone                           | Bobby Solo                                                     |
| Capitan Sky                       | Dalida                                                         |
| Massara Collection                | Artisti vari                                                   |
| Quest'anno voglio navigare        | scritta per se stesso                                          |
| Il coccodrillo come fa? (1993)    | Piccolo Coro dell'Antoniano                                    |
| Metti la canottiera (1994)        | Piccolo Coro dell'Antoniano                                    |
| Il batterista (1995)              | Piccolo Coro dell'Antoniano                                    |
| La mucca e i semi di zucca (1996) | Piccolo Coro dell'Antoniano                                    |
| Il mio amico Mosè (1998)          | Piccolo Coro dell'Antoniano                                    |

## Produzioni
Principali produzioni discografiche:
Per Al Bano
- Nel sole/Pensieri "P" 33
- La siepe

Per Franco Battiato
- Fetus
- Pollution
- Sulle corde di Aries
- Clic
- Foetus (versione di Fetus in lingua inglese)
- L'Egitto prima delle sabbie
- M.elle le "Gladiator"

Per i Capsicum Red (Red Canzian)
- Ocean/She's a stranger
- Tarzan/Shangrj-La
- Appunti per un'idea fissa

Per gli Aktuala
- Aktuala
- La terra

Per Juri Camisasca
- La finestra dentro

Per gli Osage Tribe
- Un falco nel cielo/Prehistoric Sound
- Arrow Head

Per artisti vari
- Massara Collection

Per Massara Cast
- Volerai, volerò

Per Pino Massara
- Margherita
- Quest'anno voglio navigare

## Colonne sonore
- Nel sole, 1967, con Al Bano e Romina Power, regia di Aldo Grimaldi
- L'oro del mondo, 1968, con Al Bano e Romina Power, regia di Aldo Grimaldi
- Da grande, 1987, con Renato Pozzetto, regia di Franco Amurri
- Ocean, produzione Electra Film
- La casa dove abitava Corinne, regia di Maurizio Lucidi
- La donna in bianco, regia di Mario Morini
- Il fiammifero svedese, regia di Mario Morini
- Solo, regia di Sandro Bolchi
- Beauty Center Show, regia di Valerio Lazarov
- Assunta Spina, regia di Sandro Bolchi

## Musiche per il teatro
- Il costruttore Solness (Henrik Ibsen), regia di Fantasio Piccoli
- Come vi piace (William Shakespeare), regia di Mario Morini
- Una donna (Anna Identici), regia di Sergio Barzotti

## Cartoni animati e televisione
- Lupo Alberto (stagione 2), regia di Giuseppe Laganà ed altri
- Sandokan II - La tigre ruggisce ancora, regia di Giuseppe Laganà
- Sandokan III - Le due tigri, regia di Giuseppe Laganà
- Reporter Blues, 1991, serie televisiva
- I cartoni dello Zecchino d'oro, 1999, serie televisiva
- Un medico in famiglia, regia di Fernando Moro
- Stellina, regia di Belli
- Un mondo di Formiche, regia di Giuseppe Laganà

## Partecipazioni e riconoscimenti
- Festival di Tokio
- Festival di Atene
- Premio Billboard per la produzione discografica
- Primo premio Zecchino d'Oro del 1993 e del 1994
- Invito della Commissione Culturale del Vaticano a proporre una composizione per l'inno del Giubileo del 2000
- Diplôme d'Honneur "Masque du Succès" 1981 per il successo internazionale della canzone Margherita